# Раковистий злам
Раковистий (конхоїдальний) злам описує те, як крихкі матеріали ламаються або руйнуються без утворення жодних природних площин поділу. Mindat.org визначає конхоїдальний злам наступним чином: «злам із гладкими вигнутими поверхнями, зазвичай злегка увігнутими, з концентричними хвилястостями, що нагадують лінії росту раковини». Матеріали, які руйнуються таким чином, включають кварц, флінт, кремінь, кварцит, яшму та інші дрібнозернисті або аморфні матеріали з чистого кремнезему, такі як обсидіан і віконне скло, а також деякі метали, такі як твердий галій.
Кристалічні матеріали, такі як кварц, також демонструють раковисті злами, коли вони не мають спайності і не ламаються вздовж площини, паралельної їхнім кристалічним граням. Отже, раковистий, або нерівний, злам не є конкретною ознакою аморфного характеру мінералу чи матеріалу. Усі аморфні, криптокристалічні та кристалічні матеріали можуть мати раковистий злам, якщо вони не мають переважної площини спайності.
Раковистий злам може виникнути в різних матеріалах, якщо їх правильно ударяти. Криптокристалічний кремнезем з такою властивістю матеріалу, такий як флінт або кремінь, широко використовувався для виготовлення гострих інструментів в кам'яну добу.
Раковистий злам часто призводить до викривленої поверхні зламу, яка нагадує брижі, поступові вигини раковини мідії; слово «раковина» (конхоїд) походить від слова для цієї тварини (дав.-гр. κογχοειδής konchoeidēs < κόγχη konchē). У місці удару з'являється здуття, яке називається, яке називається колбою перкусії. Ударні хвилі, що виходять назовні з цієї точки, залишають свій слід на камені у вигляді брижів. Іншими ознаками конхоїдальної форми є невеликі тріщини, що виходять з колби ударної хвилі.
Конхоїдальний злам відрізняється від гранчастих руйнувань, які часто спостерігаються в монокристалах, таких як напівпровідникові пластини та дорогоцінне каміння, і від високоенергетичних пластичних поверхонь руйнування, бажаних у більшості конструкційних застосувань.

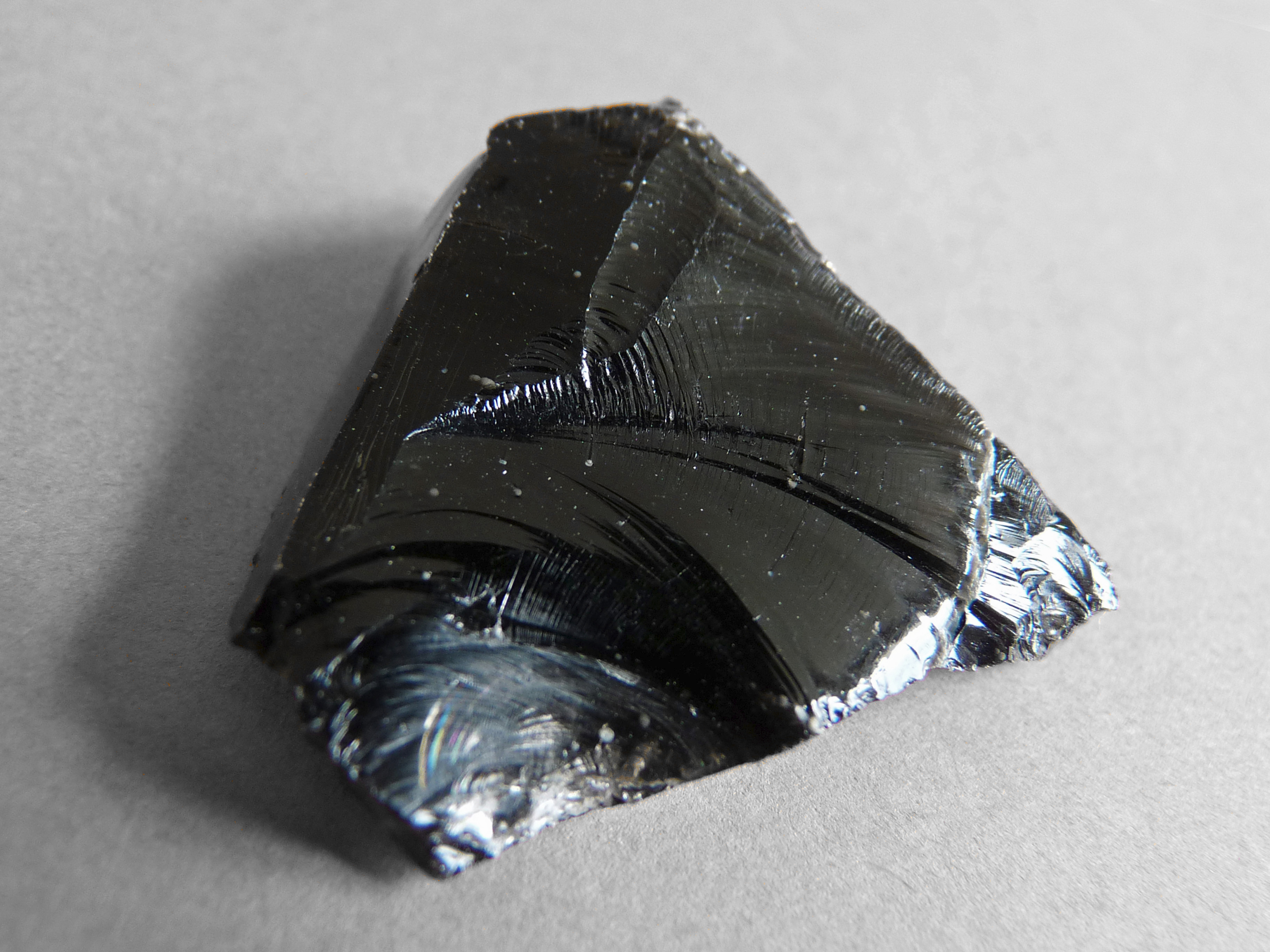
Конусоподібний злам обсидіану.
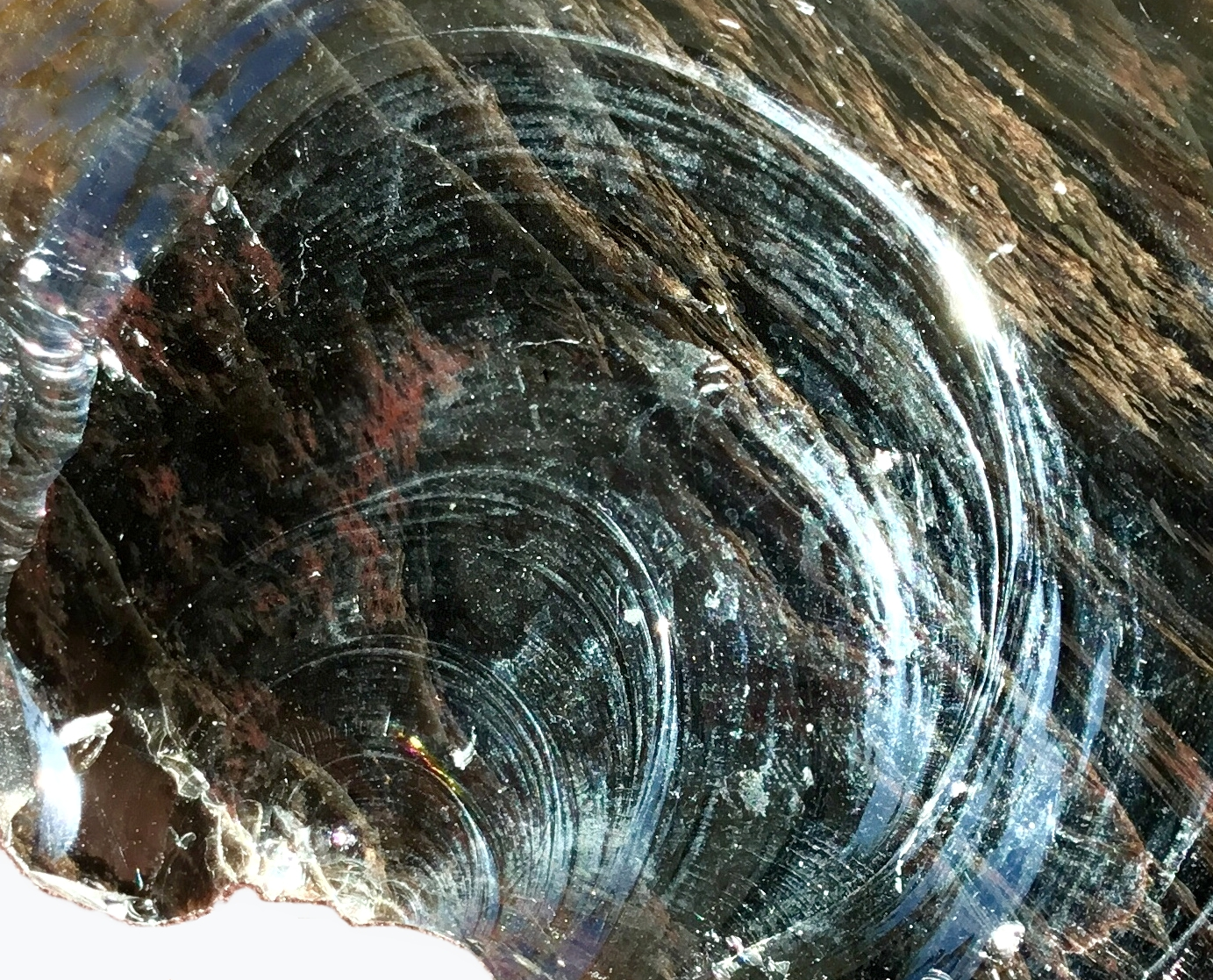
Конхоїдальний злам обсидіану.
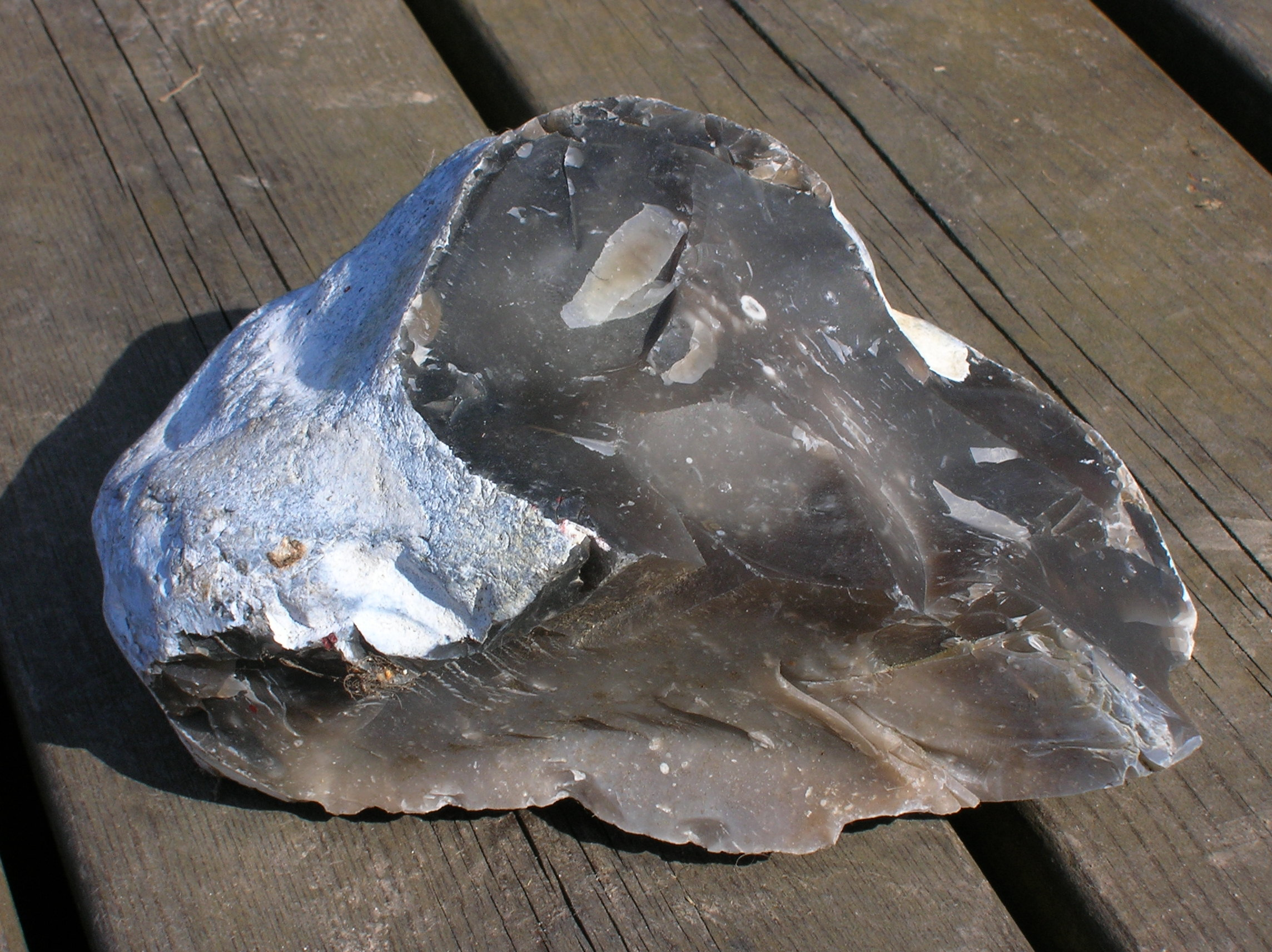
Конхоїдальний злам кременю.
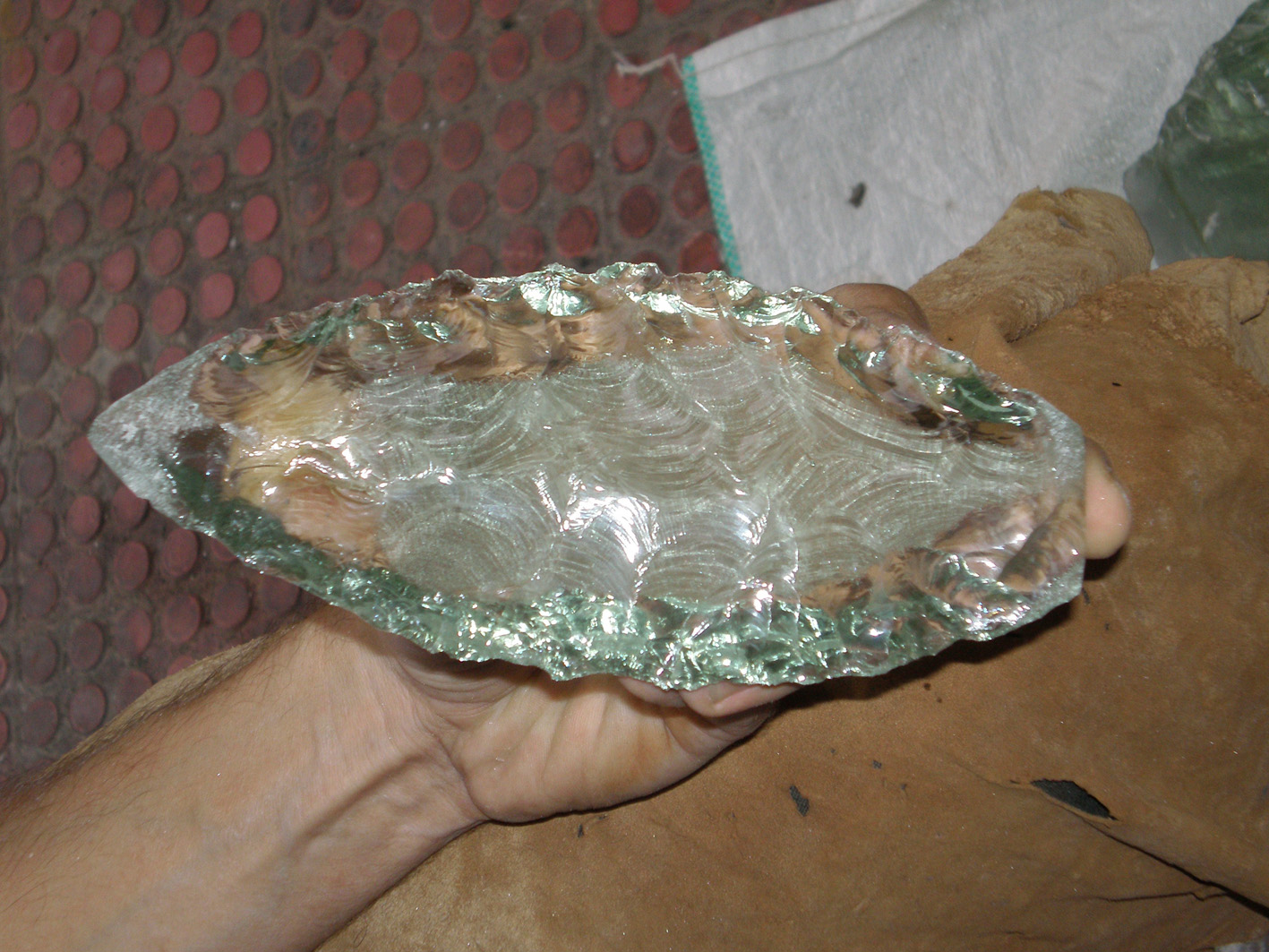
Множинні конусоподібні поверхні зламу в битому склі.

## Підмножини
Існує кілька підвизначень, наприклад, на веб-сайті Webmineral:
- крихкий—конхоїдальний: дуже крихкий злам, утворюються дрібні раковисті фрагменти;
- крихкий—субконхоїдальний: крихкий злам із субконхоїдальними уламками;
- конхоїдальний—нерегулярний: неправильний злам, який утворює невеликі раковисті фрагменти;
- конхоїдальний—нерівний: нерівний злам утворює невеликі раковисті фрагменти;
- субконхоїдальний: злам, що розвивається в крихких матеріалах, який характеризуються напіввигнутими поверхнями.

## Відщепи
У відщепних кам'яних знаряддях раковистий злам складає основу крем'яного сколу, оскільки форма зламаної поверхні визначається лише прикладеними напруженнями, а не певною переважною орієнтацією матеріалу. Ця властивість також робить такі руйнування корисними в техніці, оскільки вони забезпечують постійну фіксацію напруженого стану під час руйнування. Оскільки раковистий злам може бути спричинений лише механічним впливом, а не розтріскуванням від холоду, наприклад, він може бути корисним методом диференціації доісторичних кам'яних знарядь від природних каменів.